# Combate de Puesto del Marqués
El combate de Puesto del Marqués fue una operación militar librada el 14 de abril de 1815, durante el transcurso de la Guerra de Independencia de la Argentina, entre fuerzas del Ejército del Norte al mando del Martín Rodríguez, y la vanguardia del ejército realista, en el marco de la tercera expedición al Alto Perú. La acción concluyó con una rotunda victoria patriota. José María Paz dijo que no fue si no "una carnicería bárbara y horrorosa", y otro autor afirma que esta triste victoria dio inicio a un periodo de ferocidad en la contienda y que concluiría en la derrota de Rondeau.

## Antecedentes
Después de las derrotas del Ejército del Norte en las batallas de Vilpapugio y Ayohúma, el nuevo comandante José Rondeau ordenó avanzar hacia el Alto Perú, contra la opinión del jefe de la vanguardia, Martín Miguel de Güemes, quien pretendía permanecer a la defensiva, según instrucciones de José de San Martín. Rondeau traspasó entonces el mando a Martín Rodríguez, pero este fue derrotado y tomado prisionero en El Tejar; sin embargo el oficial Mariano Necochea logró escapar y llevar la noticia al campamento patriota.

## El combate
Rodríguez, convenciendo al general enemigo Joaquín de la Pezuela de sus intenciones de fusionar sus ejércitos y bajar a Buenos Aires a sofocar la revolución. El español cayó en la trampa de su prisionero y le permitió regresar a su cuartel, a cambio de dos coroneles realistas en poder de los patriotas. Rondeau nombró comandante de la vanguardia a Francisco Fernández de la Cruz, quien formó una fuerza de caballería compuesta por un cuerpo de Dragones y los gauchos salteño-jujeños comandados por Güemes, y ordenó avanzar hasta la vanguardia realista. También fue despachado un batallón de Cazadores al mando de Rudecindo Alvarado. Este jefe recordaba en sus "Memorias": “En los primeros meses del año 15 se movió el ejército para el Alto Perú, principiando sus operaciones por destacar a vanguardia una división compuesta de mi batallón de cazadores, regimiento de dragones y trescientos milicianos de Salta, que desde antes operaban a las órdenes del Coronel D. Martín Güemes. Esta división fue confiada al General D. Martín Rodríguez, al objeto de sorprender un pequeño cuerpo de caballería enemigo, que nos observaba desde un punto avanzado, llamado Puesto del Marqués y cuyo resultado fue ventajoso para las armas de la patria el 17 de abril”.
Y el entonces teniente de dragones Isidro Quesada también rememoraba: “Luego que el ejército estuvo reunido en el punto llamado los Chorrillos, a dos leguas del pueblo de Humahuaca, emprendimos nuestras marcha a la pampa del marqués de Yavi en donde se hallaba la vanguardia del ejército español. A los pocos días de marchar fue sorprendida la indicada vanguardia por los granaderos a caballo, los dragones del Perú, que así se titulaba este cuerpo, y los gauchos de Salta y Jujuy, que los mandaba el coronel Martín Güemes. Todas estas fuerzas las mandaba el señor coronel Martín Rodríguez. Iban incorporados a la vanguardia, el batallón de cazadores del ejército, que lo mandaba el sargento mayor Rudecindo Alvarado, y con toda esta fuerza se batió esta división enemiga al romper el día, la que fue hecha mil pedazos y puesta en completa derrota.” 
El ejército patriota se formó con la infantería al centro y dos alas de caballería. Desplegada la línea se comenzó el avance y más de 1.000 hombres, dando terribles alaridos, atacaron a los 300 sorprendidos y “apenas despiertos” (al decir de Paz) enemigos que había en el campamento. Los realistas sufrieron 4 oficiales y 105 soldados muertos y 122 prisioneros (sólo pudieron huir el comandante Antonio Vigil, el capitán Valle y 12 soldados); además, se capturó todo el armamento y los pertrechos realistas. Los patriotas sólo tuvieron que lamentar 5 heridos.

## Consecuencias
Pezuela, al enterarse del desastre, debió destinar parte de sus tropas a formar otra vanguardia. Sin embargo, el pánico se generalizó y el ejército enemigo que se hallaba es Santiago de Cotagaita se puso en una retirada precipitadamente, abandonando las provincias de Tarija, Potosí, Chuquisaca, Cochabamba y Santa Cruz de la Sierra, retirándose el ejército enemigo a establecer su cuartel general a la ciudad de Oruro. Desde el punto de vista militar, este combate resultó el único triunfo en la avanzada de la tercera expedición al Alto Perú.